# Acanthostachys
Acanthostachys is een geslacht uit de bromeliafamilie (Bromeliaceae). De soorten komen voor in Zuid-Amerika. 

## Soorten
- Acanthostachys pitcairnioides (Mez) Rauh & Barthlott
- Acanthostachys strobilacea (Schultes f.) Klotzsch